# Wasserburgstall Crottendorf
Der Wasserburgstall Crottendorf bezeichnet eine abgegangene frühmittelalterliche Wasserburg unmittelbar östlich der Bahnlinie in Crottendorf, einem Gemeindeteil der Gemeinde Bindlach im Landkreis Bayreuth in Bayern.
Von der ehemaligen Burganlage, als deren Besitzer die Herren von Seckendorff genannt werden, ist nichts erhalten. Neben dieser Niederungsburg lag westlich eine zweite abgegangene Burganlage auf dem 384 Meter hohen Hügel, der Burgstall Crottendorf.